# Ландфойгт, Арнольд
Арнольд Ландфойгт (нем. Arnold Landvoigt) — германский регбист, серебряный призёр летних Олимпийских игр 1900.
На Играх Ландфойгт входил в сборную Германию, которая в единственном матче проиграла Франции со счётом 21:17, получив серебряные медали.